# 國際黑暗天空週

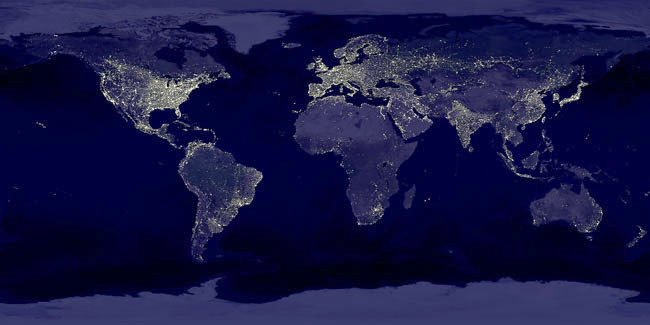
地球所見光汙染的合成影像。

國際黑暗天空週是在4月份包含新月那一週舉行的天文活動。在這一周裡，希望全世界的人都能夠熄燈，以便在沒有汙染的情況下欣賞到夜空的美景。這項活動是由美國佛吉尼亞州米德洛錫安的高中生詹尼弗·巴羅（Jennifer Barlow）創辦的，它受歡迎的程度逐年遞增。它已經得到國際黑暗天空協會（IDA）、美國天文學會（AAS）和天文聯盟和天空與望遠鏡雜誌（"S&T"）等單位的贊同。

## 目標
活動的目標是：
- 暫時性的減少光汙染，提高人們認識與知道它對夜空造成的影響。
- 鼓勵使用更好的照明系統，使光線只向下投射而不是照向天空。
- 促進天文學的研究。

這個活動總是在4月有新月的那一週舉辦，選擇天空盡可能黑暗，以獲得觀賞天空的最佳條件。
巴羅解釋說：「夜空是如此美麗的禮物，不應該在光線下被隱藏而浪費掉。它應該是可見的，我們後代的子孫才不會失去接觸宇宙給我們的奇跡。我希望人們能看到夜空的光輝，就像我們的祖先在數百年前看到的那樣，天空中沒有多餘的光。」

## 參與
為了減少夜空的光汙染，自願參加這項活動的人請關掉所有不必要的是內外照明。
國際黑暗天空協會鼓勵使用照明的人應該採取以下措施防止室外的光汙染
：
- 僅在需要時才使用室外照明。
- 將光線限制在特定區域內。
- 請注意，燈光只需要適度的明亮
- 減少使用藍光的排放量。
- 使用朝下的照明，以避免過度照明，也就是使用固定完全遮罩的燈具。

## 光汙染的類型
光汙染是一個很廣泛的術語，用來定義使夜空便量的過量人造光。光汙染的類型包括： 
- 霞光：由於空氣中的水分子反射而產生的朦朧光芒，它包圍了城市，使人們無法看清夜空[6]。
- 光侵擾（英语：Light trespass）：是指被導向不需要光線區域的歧散光。一個普通的例子就是直接投射向各種方向的光，包括朦朧夜空反射的光，使恆星難以觀測[7]。
- 過度照明（英语：Over-illumination）：這是指供應超過安全和有效用量所需要的照明。
- 雜散光（Light clutter）：是指城市和道路照明常見的燈光組織。
- 眩光：是一種妨礙性的強光，能對人類視力造成暫時性損害。眩光又分為致盲眩光、殘疾眩光、和不適眩光三種（參見光汙染）。

## 光汙染的影響
光汙染是人造光的不良影響。
受光汙染影響的各方面包括：
- 天文學：通過增加參與人數，觀看天空和星星的質量將暫時提高。這對面臨光汙染，像是霞光和光侵擾的天文學家來說一無是處[7]。
- 夜行性野生動物：一些物種已經被證明受到光汙染的影響。街燈的強光會分散夜間飛行鳥類的注意力，導致鳥類撞上摩天大樓和建築物。光的使用也可能導致鳥類過早繁殖或遷徙。昆蟲、蝙蝠、海龜、魚等的攝食行為反映了人造光的變化。海龜將電燈的閃光誤認為是海洋的微光，導致它們成群結隊離開巢穴進入危險區域[10]。
- 人體晝夜節律和睡眠模式：在傳統的睡眠時間暴露在燈光下，有文件證明會破壞濤節人類晝夜節律的睡眠週期[9]。生物學家注意到，暴露在光汙染夜空下的人，體內調節晝夜節律的一種天然激素，褪黑激素的數量會減少[11]。為了防止重大衝擊，生物學家建議增加白天的自然光照射量，減少夜間的燈光消耗量[11]。
- 植物和樹木的生長模式：樹木的生長模式被打亂了，對季節的天氣和光照變化適應能力也降低了[9]。
- 浪費經濟資源：節約和效率是環境責任的必要條件，不使用的燈開著會浪費經濟成本[9]。LED燈、調光器、運動感測器和計時器的發明，減少了能耗[12]。

## 立法
採取行動讓黑暗天空成真的最佳方式是地方政府的參與。地方政府可以制定照明條例，合法的禁止使用有害的照明，並在特定的宵禁時段限制商業照明。目前，還沒有關於光汙染的全國性標準。然而，美國和加拿大各地的一些城市，正在主動地位黑暗天空城市提供便利，以減少光汙染，期能在城市範圍內觀賞夜空。

## 活動日期
| Sr. | 年     | 週               | 朔月（UTC）            | 註解                                                              | 參考資料               |
| 1   | 2003   |                  | 2003年4月1日           |                                                                   |                        |
| 2   | 2004年 |                  | 2004年4月19 日         |                                                                   |                        |
| 3   | 2005年 |                  | 2005年4月8日           |                                                                   |                        |
| 4   | 2006年 |                  | 2006年4月27日          |                                                                   |                        |
| 5   | 2007年 |                  | 2007年4月17日          |                                                                   |                        |
| 6   | 2008年 |                  | 2008年4月6日           | 在2008年，召集人與地球一小時協調這一週的活動。                    | [ 2 ]                  |
| 7   | 2009年 | 2009年4月20-26日 | 25 April 2009年4月25日 | 全球天文年（IYA 2009） 在2009，美國黑暗天空週成為國際黑暗天空週。 | [ 13 ] [ 14 ]          |
| 8   | 2010年 | 2010年4月4-10日  | 2010年4月13/14日       |                                                                   | [ 15 ] [ 16 ]          |
| 9   | 2011年 |                  | 2011年4月3日           | 世界上第一個國際黑暗天空城在亞利桑那州 弗拉格斯塔夫市成立。       |                        |
| 10  | 2012年 |                  | 2012年4月21日          |                                                                   |                        |
| 11  | 2013年 |                  | 2013年4月10日          |                                                                   |                        |
| 12  | 2014年 | 2014年4月20-26日 | 2014年4月29日          |                                                                   | [ 19 ]                 |
| 13  | 2015年 | 2015年4月13-18日 | 2015年5月18日          | 國際光與光技術年（IYL 2015）                                      |                        |
| 14  | 2016年 | 2016年4月10-10日 | 2016年4月7日           |                                                                   |                        |
| 15  | 2017年 | 2017年4月22-28日 | 2017年4月26日（UTC）   |                                                                   | 第一次與地球日相對應。 |
| 16  | 2018年 |                  | 2018年4月16日          |                                                                   |                        |

## 外部連結
- . Astronomy Magazine. Kalmbach Publishing Co. April 16, 2007  [2020-11-23]. （原始内容存档于2010-10-11）.